# MicroFUN
MicroFUN (Microlensing Follow Up Network)  es una red de seguimiento de eventos de microlente gravitatoria.
Hasta el momento ha participado en el descubrimiento de 4 planetas extrasolares:
- Mayo de 2005: OGLE-2005-BLG-071Lb, un planeta de masa similar a la de Júpiter[1]
- Marzo de 2006: OGLE-2005-BLG-169Lb, un planeta de 10 veces la masa de la Tierra, posiblemente rocoso[2]
- Febrero de 2008: OGLE-2006-BLG-109Lb/OGLE-2006-BLG-109Lc, un sistema planetario análogo al de Júpiter/Saturno[3]